# Gao Ming (schrijver)
Gao Ming (circa 1305 - 1368), ook wel Gao Zecheng genoemd, was een Chinese schrijver.
Hij leefde in de Yuan-dynastie. Hij werd geboren omstreeks 1305 in de provincie Zhejiang en overleed op 63-jarige leeftijd in 1368 In Zhejiang.
Goa Ming werd bekend van onder andere het toneelstuk “Romantiek van de luit” die 600 jaar na datum nog steeds gespeeld wordt.
- Bibliothèque nationale de France: cb151088632 (data)
- Gemeinsame Normdatei: 119294591
- International Standard Name Identifier: 0000 0001 0845 0960
- Library of Congress Control Number: n81112473
- Nationale Bibliotheek van Tsjechië: jn20010602253
- Nederlandse Thesaurus van Auteursnamen: 139882782
- LIBRIS: 248465
- Système universitaire de documentation: 15472470X
- Virtual International Authority File: 93917244
- WorldCat: E39PCjKMjX3m8kfP9K7MtDxr9C